# 许光文
许光文（1966年4月—），男，汉族，四川开江人，中华人民共和国政治人物。
曾任沈阳化工大学校长，教授，博士生导师，致公党中央常委。第十四届全国政协委员。2024年1月，当选为辽宁省人大常委会副主任。